# Toulouse olympique employés club
Pour la section rugby à XV, voir Toulouse olympique employés club (rugby à XV).
Pour le quartier de Toulouse, voir TOEC (quartier).
Le Toulouse olympique employés club (TOEC) est un club omnisports basé à Toulouse. Il est né en 1908 de la réunion de deux clubs sportifs : le « Toulouse olympique » et le « Toulouse employés club ». Il est principalement connu pour son équipe de natation, les Dauphins du TOEC mais aussi pour sa section rugby qui évolua un temps dans l'élite du rugby français.
Par la suite, le nom s'est étendu à un quartier de Toulouse et une gare ferroviaire, situés sur la rive gauche de la Garonne.

## Sections du club
Parmi les sections du TOEC, les plus connues sont :
- les Dauphins du TOEC pour la natation ;
- le TOEC rugby pour le rugby à XV.